# St Brynach’s Church (Nevern)

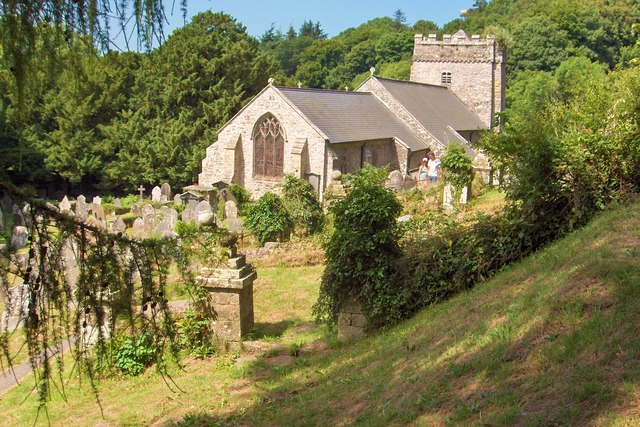
Die Kirche von Osten

Die St Brynach’s Church ist eine mittelalterliche Kirche in Pembrokeshire in Wales. Sie liegt in einem ummauerten Kirchhof etwa 350 m nördlich der Brücke über den Afon Nyfer in dem kleinen Dorf Nevern. Die Kirche ist vor allem wegen des Nevern Cross, einem keltischen Hochkreuz auf dem Kirchhof, bekannt.

## Geschichte
Das Gebiet um Nevern ist seit mindestens der Jungsteinzeit besiedelt: Belege sind Grabhügel, die bei Luftaufnahmen während der Hitzewelle 2018 entdeckt wurden. 
Die Kirche ist dem irischen Heiligen Brynach geweiht, der hier im 5. Jahrhundert eine erste Kapelle errichtet haben soll, und lag am alten Pilgerweg nach St Davids. Vermutlich nach der normannischen Eroberung im 12. Jahrhundert entstand eine neue Kirche, die im 15. Jahrhundert durch den jetzigen Bau ersetzt wurde. Der Westturm stammt noch von dem Vorgängerbau. 1864 wurde die Kirche durch den Londoner Architekten Robert Jewell Withers restauriert. Die Kirche gehört zum Parish Nevern, einer Pfarrgemeinde der Diözese St Davids der Church in Wales.

## Beschreibung
5

### Äußeres
Die Kirche ist vermutlich noch auf dem normannischen Grundriss erbaut und besteht aus einem Längsschiff mit kurzem südlichen Seitenschiff, Kapellenanbau im Norden und langgestreckten Chor im Osten. Die Mauern bestehen aus Bruchstein, das Dach ist mit Schiefer gedeckt. Der südliche Eingangsvorbau wurde während der Restaurierung 1864 angebaut. Der breite, niedrige Westturm besitzt einen Zinnenkranz, Schallluken im Glockengeschoss und einen schmalen Treppenturm an der Nordseite.

### Innenraum
Der Innenraum ist verputzt und besitzt einen hölzernen Dachstuhl, der durch einen spitzen Chorbogen getrennte Altarraum ein hölzernes Tonnengewölbe. Das kurze südliche Seitenschiff besitzt ein zweijochiges Rippengewölbe, über dem eine kleine Kammer liegt, zu der eine schmale, im Mauerwerk eingelassene Treppe führt. Der gerade Chorabschluss im Osten besitzt ein großes Maßwerkfenster, das wie die anderen Maßwerkfenster im 19. Jahrhundert erneuert wurde. Die Buntglasfenster stammen aus dem 19. und 20. Jahrhundert. Im Inneren der Kirche befinden sich mehrere Grabdenkmäler aus dem 18. und 19. Jahrhundert, die übrige Ausstattung wie das Taufbecken und die steinerne Kanzel stammen von der Restaurierung von 1864. In den Mauern des südlichen Seitenschiffs wurden 1906 zwei alte Steine mit frühmittelalterlichen Inschriften entdeckt, die beim Bau der Kirche im 15. Jahrhundert wiederverwendet wurden. Der Maglocunus-Stein im Inneren der Kirche trägt je eine Inschrift auf Latein und Ogam. Der andere Stein ist ein Cross Slab aus dem 10. Jahrhundert. Beide Inschriften wurden 1906 entdeckt.

## Nevern Cross und Vitalianus-Stein
Im mit alten Eiben und Zypressen umstandenen Kirchhof befindet sich das Nevern Cross, ein fast 4 m hohes Keltenkreuz aus dem 10. oder 11. Jahrhundert, das mit dem etwa gleichaltrigen Kreuz von Carew vergleichbar ist. Das Kreuz ist aus hartem Dolerit gefertigt und besteht aus zwei Teilen, aus dem mit einem Rautenmuster versehenen Schaft und einem aufgesetzten Radkreuz. Der Schaft besitzt an der Vorderseite die lateinische Inschrift H/AN/.EH, deren Bedeutung ungeklärt ist, und auf der Rückseite die Inschrift DNS, was als Abkürzung für Dominus gedeutet wird.
In der Nähe befindet sich der 1,59 m hohe frühchristliche Vitalianus-Stein, der aus dem 5. oder frühen 6. Jahrhundert stammt. Er besitzt eine lateinische Inschrift, die ihn als Stein des Vitalianus Emereto beschreibt, eine weitere Inschrift auf Ogam lautet FITALIANI.